# Fragata Arapiles
La Fragata Arapiles va ser una fragata blindada mixta de vela i vapor, de l'Armada Espanyola, construïda a Anglaterra. Rebia el seu nom en memòria de la batalla dels Arapiles. L'«Arapiles» va ser donada de baixa a l'Armada el 1878 i desballestada a l'any següent a l'arsenal de la Carraca (Cadis)

## La Fragata
L'Arapiles, construïda per la drassana Green, a Anglaterra, amb un cost equivalent a 6.601.672 pessetes, tenia inicialment el buc de fusta. Més tard va ser protegit per una cuirassa de ferro de 120 mm, que cobria la major part del buc des de la coberta alta, fins a 1,20 m per sota la línia de flotació, en total 203 tones de cuirassa; la mencionada conversió va ser realitzada a les drassanes Blackwall. Tenia una eslora de 85 m i una mànega de 16,48 m; la seva arboradura comptava amb tres pals verticals el major de 16,427 m d'alçada i un bauprès, per a la navegació a vela; dues hèlixs, sis calderes i cinc carboneres que podien albergar 594.000 kg de carbó, el que representava el consum de set dies a tota màquina. Disposava a més a més de disset canons, tres canoes i deu bots.
El motor va ser dissenyat per produir un total de 2.400 cavalls de força (1.800 kW), que va donar a la nau una velocitat de 8 nusos (15 km/h 9,2 mph).

## Història

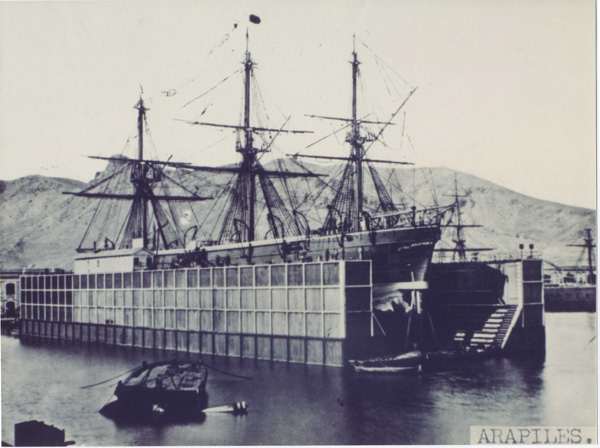
La fragata Arapiles a Cartagena.

L'any 1871, va ser assignada per defensar els interessos espanyols a Alger, durant la revolució de les tribus frontereres, aprofitant la guerra francoprussiana. Acabada aquesta missió, aquest mateix any va ser enviada a l'exposició marítima de Nàpols en representació d'Espanya. A la ciutat italiana va embarcar una comissió arqueològica de científics cap al Pròxim Orient, a més a més de «mostrar pavelló», després de més de vuitanta anys sense que cap vaixell de guerra espanyol recalés en aquelles aigües i que tenia com principal missió adquirir peces procedents d'aquesta zona amb destinació a l'aleshores acabat de fundar Museu Arqueològic Nacional d'Espanya (M.A.N.).
Després de finalitzar l'expedició científica, la «Arapiles» va ser destinada a l'Havana. A l'any següent, va patir una greu avaria durant una missió a les costes de Veneçuela. Traslladada a Fort-de-France, se li va fer una reparació d'urgència, que es completaria posteriorment a Nova York. El viatge fins a la ciutat es va endarrerir fins a la primavera següent, ja que era la tardor de 1872, i es temia una desgràcia a causa del temps tempestuós de l'època, per la qual cosa es va decidir esperar a Guantánamo. Al maig de 1873, va salpar amb rumb a Nova York junt amb el vapor «Isabel la Catòlica». El 23 de gener de 1874 va partir de tornada a la seva base a l'Havana completament reparada.